# Ghassan Hamdan
Ghassan Hamdan (Bagdad, 1973), ook wel gespeld als Gassan Hamdan, is een Irakese geleerde, dichter en vertaler. Hij staat bekend om het vertalen van gedichten van legendarische dichters als Rumi, Forough Farrokhzad, Sohrab Sepehri en Ahmad Shamlou in de Arabische taal.

## Biografie
Hamdan werd in 1973 in Bagdad geboren en voltooide zijn studie in Bagdad en Teheran. Hij studeerde sociologie aan de Universiteit van Teheran. Daarna werkte hij als leraar, schrijver, vertaler, journalist en onderzoeker in Iraanse zaken. Hij werkte ook als redacteur voor verschillende tv-zenders, als redacteur van culturele en politieke programma's en als vertaler. Enkele van zijn werkgevers zijn Al-An, Al-Alam, National Geographic, Iraanse staatstelevisie, Beladi, Rega.

## Publicaties[7]
In het Arabisch:
- The Beginnings: Remora - roman - Amman 2020
- Het was een oosterse ochtend - verzameling gedichten -  Bagdad 2021

Gedichten in het Perzisch:
- Memoires van een gepensioneerde prins- Teheran 2015
- De tiende dag van de schepping - Teheran 2017
- Zolang de hemel blauw is - Londen, 2018
- Boeddha's lege plek - Kabul 2019

Vertaalde veel Perzische boeken in het Arabisch, waaronder:
- Alleen het geluid blijft, Forough Farrokhzad. Almada, 2003.
- De reiziger, Sohrab Sepehri. Syrische ministerie van cultuur, 2007.
- Khomeini's gedichten. Kewan en Tanweer. 2007
- Ik denk nog steeds aan die kraai, Ahmad Shamlou. Syrische ministerie van cultuur, 2009.
- Amerikaanse echtgenoot', Jalal Al-e-Ahmad. Syrische ministerie van cultuur, 2010.
- Haar ogen, Bozorg Alavi. Syrische mini's van cultuur. 2010
- 'Teheran … het donkere licht', Amir Hassan Cheheltan. Al-Rabee'a Al-Arabi, Egypte, 2014.
- 'Islamitische expeditie naar Francia en de mythe van de schepping, Sadegh Hedayat. Al-Jamal, Libanon, 2014.
- Het moeras', Ja'far Modarres-Sadegh. Al-Jamal, Libanon, 2017.
- Het aangezicht van God, Mostafa Mastoor. Al-Tanweer, Egypte, 2014.
- 'De nachtelijke harmonie , Reza Ghassemi. Al-Rabee a Al-Arabi, Egypte, 2015.
- De gedichten van Omar Khayyam. Al-Jamal, Libanon, 2017.
- Volledige collectie van Sadegh Hedayat. Al-Jamal, Libanon, 2017.
- Het varkensbeen , Mostafa Mastoor. Al-Tanweer, Egypte, 2017.
- Blauw ,  Grijs ,  Zwart , Hamid Mosadegh. Al-Darawesh, Bulgarije, 2018.
- Volledige verzameling gedichten, SohrabSepehri. Al-Rafidain, Libanon, 2018.
- Wat een teleurstelling, Mulla Omer, Asef Soltanzadeh. Al-Rafidain, Libanon, 2018.
- Laatst overgebleven granaatappel ter wereld, Bachtyar Ali. Al-Khan, Koeweit, 2019.
- Een vrouw in Istanbul , Ali Asghar Haqdar. Athar, Saoedi-Arabië, 2019
- Tegelijkertijd , Mohammed Qassem Zadeh. Al-Khan, Koeweit, 2019.
- Iraanse mythen en verhalen , Mohammed Qassem Zadeh. Al-Khan, Koeweit, 2019.
- Dromenverkoper , Mohammed Qassem Zadeh. Al-Khan, Koeweit, 2020.
- Tuesday's shirt: gekozen Iraanse romans', Tarjman, Koeweit, 2020.
- Dr. N houdt meer van zijn vrouw dan van Mossadegh , Shahram Rahimian. Sual, Libanon, 2020.
- Nun wa'l qalam, Jalal Al-e Ahmad. Al-Tanweer, Egypte, 2020.
- Filosofiebrieven van Mulla Sadra. Al-Jamal, Libanon, 2020
- Qabsat, Mir Damad. Al-Jamal, Libanon, 2020
- De Afghaan, Arif Farman. Khotot, Jordanië, 2020.
- De wind zal ons dragen , Abbas Kiarostami. Al-Jamal, Libanon, 2020.
- Het verhaal van honingraten , Jalal Al-e Ahmad. Al-Jamal, Libanon, 2020.
- Maw'oda, Mohammad Hussain Mohamadi. Al-Jamal, Libanon, 2020.
- Het kasteel en de honden van mijn vader , Shirzad Ahmad. (In afwachting van publicatie).
- Deze hond wil Roxana eten , QassimKashkoli. (In afwachting van publicatie).

Verschillende Arabische romans vertaald in het Perzisch:
- Bab Al-Abd , Adham Al-Aboudi. Ejaz, Teheran.
- Bagdad mortuarium , Burhan Shawi. Butimar, Teheran.
- Khan Al-Shabender , Mohammad Hayawi. Mahri, Londen.
- Ejam, Sinan Antoon.
- Familiewinter , Ali Bader.
- De ongelovige van Bagdad , Jaafer Rajab.
- Het hoofd van het standbeeld , Hassan Al-Fartoosi.
- Samahain , Abdelaziz Baraka Sakin
- Hamlet wordt laat wakker , Mamdouh Adwan.
- Geselecteerde gedichten van Muhammad al-Maghut, Marwarid Publishing, Teheran.
- De brieven van Ghassan Kanafani aan Ghada al-Samman. Sada Publishing, Teheran.